# Долгова, Азалия Ивановна
Аза́лия Ива́новна Долго́ва (5 июля 1937, Хабаровск — 23 апреля 2020, Москва ) — советский и российский учёный-правовед, специалист в области криминологии, доктор юридических наук, профессор, Заслуженный юрист РСФСР, член экспертного совета Комиссии Государственной Думы РФ по противодействию коррупции. Президент Российской криминологической ассоциации. Индекс Хирша — 15.

## Биография
Родилась 5 июля 1937 года в Хабаровске. В 1959 году окончила юридический факультет МГУ. В 1959—1965 годах работа в органах прокуратуры следователем, помощником прокурора: по надзору за дознанием и следствием в органах внутренних дел, по надзору за законностью рассмотрения в судах уголовных дел, по делам о несовершеннолетних. С 1968 года работает во Всесоюзном институте по изучению причин и разработке мер предупреждения преступности, который позднее был переименован. В 1993—2002 года была одним  из членов межведомственной рабочие группы по разработке федеральных законов «О борьбе с организованной преступностью», «О борьбе с коррупцией», является автором опубликованного законопроекта «О криминологической экспертизе».

## Научная деятельность
Автор свыше 100 научных работ.

## Звания и награды
Заслуженный юрист РСФСР.
Почетный работник прокуратуры Российской Федерации.
Награждена медалью «За заслуги перед Отечеством» II степени.

## Основные труды
- Правосознание и его дефекты у несовершеннолетних правонарушителей. — М., 1970.
- Социально-психологический аспект преступности несовершеннолетних. — М., 1981.
- Преступность и общество. — М., 1992.
- Криминология (учебник выдержал 7 переизданий). — М., 2000 (автор 19 глав и отв. редактор).
- Российская криминологическая энциклопедия. — М., 2000 (один из авторов и отв. редактор).
- Преступность, её организованность и криминальное общество. — М., 2003.
- Криминологические оценки организованной преступности и коррупции, правовые баталии и национальная безопасность. — М., 2011.
- Деятельность прокуратуры по борьбе с терроризмом. — М., 2012.
- Личность организованного преступника: криминологическое исследование. — М., 2013 (автор 4 глав и отв. редактор).
- Избранные труды. — М., 2017.